# Jerry Iger

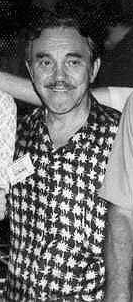
Jerry Iger (1972)

Samuel Maxwell „Jerry“ Iger (* 22. August 1903; † 5. September 1990 in New York City, New York) war ein US-amerikanischer Cartoonist, Comiczeichner und -autor. Er zählte zu den Ersten, die für den sich neu entwickelnden Markt der Comic-Books Original-Material lieferten.

## Leben und Werk
Obwohl Iger keine entsprechende Ausbildung erhalten hatte, wurde er 1925 Cartoonist der Zeitschrift New York American und bearbeitete parallel dazu Werbeaufträge. Im Jahr 1935 veröffentlichte er in der seit 1929 erscheinenden Comic-Book-Reihe Famous Funnies, in der zu Anfang nur Zeitungsstrips nachgedruckt wurden, seine eigenen Serien Bobby, Peewee und Happy Daze. Im Folgejahr wurde Iger Herausgeber von Wow! What a Magazine und veröffentlichte dort unter anderem die ersten Arbeiten von Bob Kane und Will Eisner. Mit Eisner zusammen gründete Iger im Jahr 1937 sein eigenes Zeichenstudio, das in den Folgejahren zahlreiche Zeichner beschäftigte, unter anderem Klaus Nordling, Jack Kirby, Lou Fine und Al Feldstein. Zu den bekanntesten Comics des Studios gehörte Sheena für das Magazin Jumbo. Ende der 1930er Jahre verließ Eisner das Gemeinschaftsunternehmen und Iger führte das Studio bis zu dessen Schließung im Jahr 1955 allein weiter. Nach der Schließung seines Studios arbeitete Iger für die Werbung.
Laut Andreas C. Knigge ist Iger „einer der erfolgreichsten Pioniere des Comic-Business“, obwohl seine eigenen Comics „nie zu aufsehenerregenden Erfolgen [...] wurden“. Iger wurde im Jahr 2009 in die Will Eisner Award Hall of Fame aufgenommen.